# Miller-techniek
De Miller-techniek is een systeem voor motorfietsen waarbij het gas geven niet meer gebeurt door een gasmechanisme met een klep of schuif maar door de lichthoogte van de inlaatkleppen te variëren.
Dit werd voor het eerst bij motorfietsen toegepast op een V-twin-prototype van Suzuki, eind 2003. Het systeem is genoemd naar de Deense ingenieur Miller, die al in 1947 variabele klepopeningstijden voorstelde.